# 佐々木義経
佐々木 義経（ささき のりつね、長保2年（1000年） - 天喜6年（1058年））は、平安時代後期の武将。初名は章経（あきつね）。宇多源氏佐々木氏の祖。兵庫助・源成頼の子。官位は従五位下・兵部丞。兵部大夫と号す。

## 系譜
- 父：源成頼[2]
- 母：菅野敦頼の娘[2]
- 妻：後冷泉院女房綾御方[3]
  - 男子：佐々木経方[2]
  - 男子：佐々木義尊[3]
  - 男子：佐々木経俊[3]
- 生母不詳の子女
  - 女子：郁芳門院女房大夫局[3]